# Eggs
Eggs is een Noorse film uit 1995, geschreven en geregisseerd door Bent Hamer.

## Verhaal
Moe en Far zijn twee broers en zeventigers die al heel hun leven samenwonen. Hun leven is rustig met een dagelijkse routine en elk hun eigen rolverdeling en rituelen. Maar dan krijgen ze een telefoon uit Zweden dat Far's volwassen zoon Konrad bij hen komt wonen omdat zijn moeder ziek is. Konrad is het gevolg van een tweedaagse bromfietstocht van Far naar Småland, het enige moment dat de twee broers niet samen waren. Een tijdje later staat de in geel geklede mentaal gehandicapte Konrad voor de deur met als enige bagage een koffer vol vogeleieren. Zijn komst zorgt voor een verstoring van hun routine zowel door de rare Konrad als door Moe's jaloezie.

## Rolverdeling
| Acteur         | Personage       |
| -------------- | --------------- |
| Sverre Hansen  | Moe             |
| Kjell Stormoen | Far             |
| Leif Andrée    | Konrad          |
| Juni Dahr      | Cylindia Volund |
| Ulf Wengård    | Vernon          |
| Trond Høvik    | Blomdal         |

## Productie
De film ging in première op het filmfestival van Cannes 1995 in de sectie Quinzaine des réalisateurs. Hij behaalde ook de prijs voor beste debuutfilm op het internationaal filmfestival van Moskou en de FIPRESCI-prijs op het Internationaal filmfestival van Toronto.

## Prijzen en nominaties
De belangrijkste:
| Jaar | Prijs                                   | Categorie                         | Genomineerde(n)              | Uitslag  |
| ---- | --------------------------------------- | --------------------------------- | ---------------------------- | -------- |
| 1995 | Amandaprisen                            | Beste film                        | Bent Hamer                   | Gewonnen |
| 1995 | Amandaprisen                            | Beste acteur                      | Sverre Hansen Kjell Stormoen | Gewonnen |
| 1995 | Internationaal filmfestival van Moskou  | St. Anna Award (beste debuutfilm) | Bent Hamer                   | Gewonnen |
| 1995 | Internationaal filmfestival van Toronto | FIPRESCI-prijs                    | Bent Hamer                   | Gewonnen |